# Taschen
Taschen je nakladatelství specializované na publikace o umění. V roce 1980 ho v Kolíně nad Rýnem (Německo) založil Benedikt Taschen, od ledna 2017 řídí firmu společně s Benediktem jeho nejstarší dcera Marlene.

## Přehled

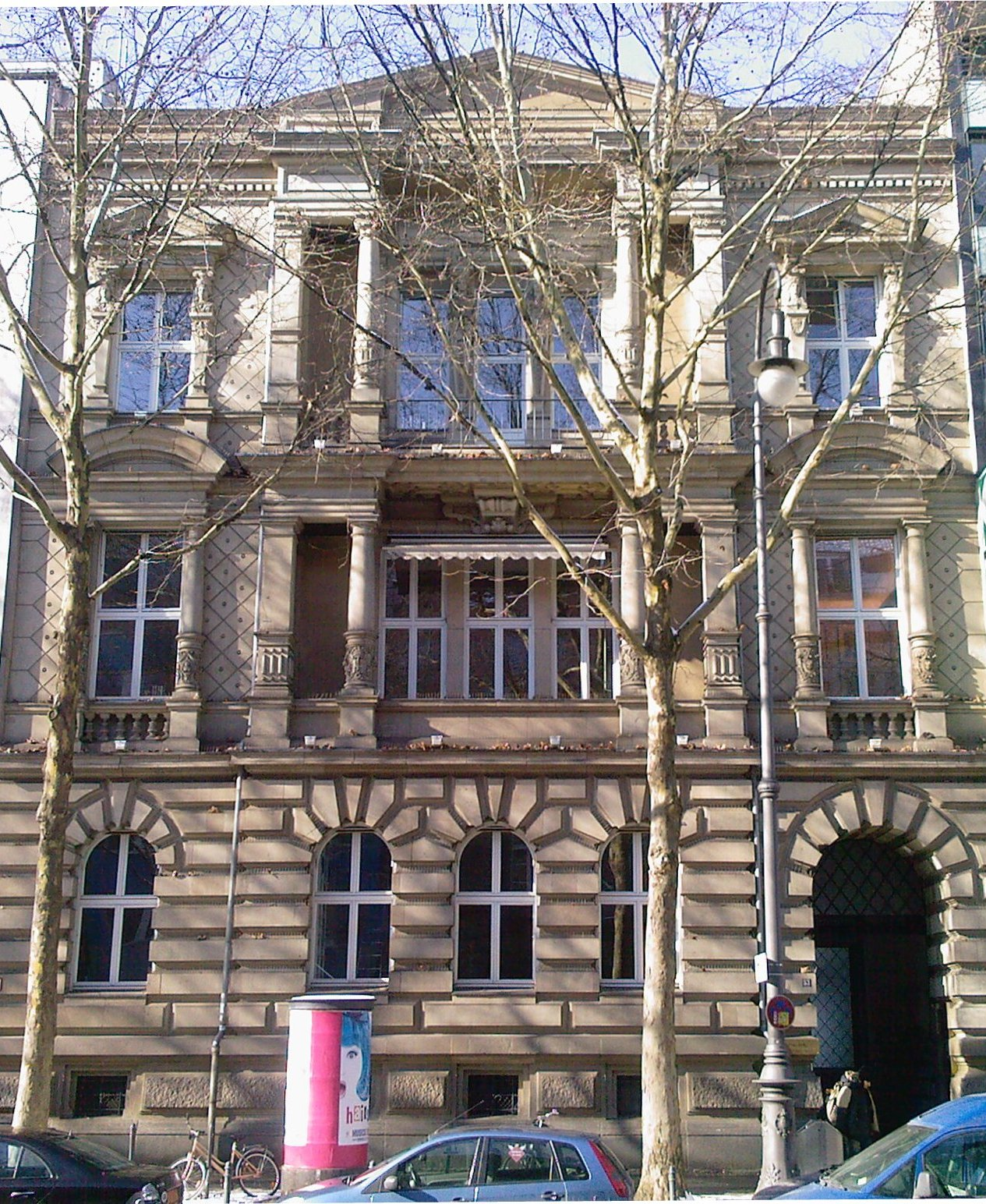
Kanceláře Taschen na ulici Hohenzollernring 53, Kolín nad Rýnem

Nakladatelství začalo pod jménem Taschen Comics vydávat komiksy. Stalo se průkopníkem v uvádění méně známého umění do mainstreamových knihkupectví, společně s běžnějšími tituly vydávalo i potenciálně kontroverzní umění (queer art, historická erotika atd.), a zpřístupnilo je tak širší veřejnosti.
Publikace nakladatelství jsou dostupné v různých velikostech, od velkoformátových svazků po malé kapesní příručky. V jeho nabídce jsou také kalendáře, zápisníky a pohlednice.
V roce 1985 začalo Taschen vydávat sérii Taschen Basic Art, kterou odstartovala kniha o Salvadorovi Dalím.

### Helmut Newton SUMO
V roce 1999 nakladatelství proniklo na luxusní trh titulem Helmut Newton SUMO.
Všech 10 tisíc kusů se rychle prodalo, později se publikace stala nejdražší knihou 20. století, první výtisk se na aukci prodal za 304 tisíc dolarů.
Tato kniha vydláždila cestu pro titul vydaný k poctě Muhammada Aliho Taschen GOAT - Greatest Of All Time (největší všech dob), který magazín Der Spiegel nazval "největší, nejtěžší a nejzářivější věc vytištěnou v celé historii civilizace".
Následovaly další sběratelské edice včetně titulů jako Nobuyoshi Araki, Peter Beard, David Hockney, David LaChapelle, Sebastião Salgado, Annie Leibovitz a Rolling Stones, které často během několika let dosahovaly desetinásobku své původní ceny.

## Série

### Taschen Basic Art
Taschen Basic Art je nejprodávanější kolekce knih o umění, dostupná ve více než 30 jazycích. Knihy byly nejprve publikovány ve formátu A4, ale později se se přešlo na menší (21 x 26 cm). Nové tituly vycházejí pravidelně a právě úspěch této série vedl k vydávání dalších sérií jako jsou Taschen Basic Architecture nebo Taschen Basic Cinema.

#### Kritika série
Na jaře roku 2014 sklidila série vlnu kritiky ve švédských médiích za přílišné zaměření na mužské umělce. Série se skládala z 95 knih, z nichž se pouze 5 věnovalo umělkyním.

### Taschen Basic Architecture
Taschen Basic Architecture je série knih o architektuře, jednotlivé tituly se věnují různým architektům, obsahují jejich životopisy a ilustrace s jejich díly.

### Bibliotheca Universalis
Bibliotheca Universalis je série populárních uměleckých děl ve formátu 14 x 19,5 cm.  Knihy bývají trojjazyčné, s texty a popisky v angličtině, němčině a ve francouzštině. Některé vycházejí také ve španělštině, italštině a v portugalštině. [zdroj?]

## Kanceláře a prodejny
Ve druhé polovině devadesátých let 20. století byly otevřeny další pobočky. Prodejny, jejichž projekty byly vytvořeny ve spolupráci s umělci a designéry jako Albert Oehlen, Beatriz Milhazes, Jonas Wood, Marc Newson, Mark Grotjahn, Philippe Starck a Toby Ziegler, se nacházejí ve městech:
- Beverly Hills
- Berlín
- Brusel
- Kolín nad Rýnem
- Dallas (Knihovna Taschen)
- Hamburk
- Hongkong
- Los Angeles
- Londýn
- Miami
- Milán
- New York
- Paříž
- Vancouver

Taschen má kanceláře v Berlíně, Kolíně nad Rýnem, Londýně, Paříži, Los Angeles a Hongkongu.
Mezi lety 2014 a 2018 nakladatelství vlastnilo a spravovalo svoji vlastní galerii v Los Angeles, s výstavami od umělců jako Michael Muller, Mick Rock, Ellen von Unwerth nebo Albert Warson. Nakladatelství má na celém světě více než 250 zaměstnanců a mnoho dlouholetých nezávislých editorů. 